# Демјански рејон
Демјански рејон (рус. Демянский район) административно-територијална је јединица другог нивоа и општински рејон у јужном делу Новгородске области, на северозападу европског дела Руске Федерације.
Административни центар рејона је варошица Демјанск. Према проценама националне статистичке службе Русије за 2014, на територији рејона је живело 11.726 становника или у просеку око 4 ст/км².

## Географија
Демјански рејон налази се у јужном делу Новгородске области, на месту где моренско Валдајско побрђе постепено прелази ка нижој и заравњенијој Прииљмењској низији. Обухвата територију површине 3.198,94 км² и по том параметру налази се на 4. месту међу 21 рејоном унутар области. Његова територија протеже се у правцу север-југ у дужини од око 72 километра, односно у смеру запад-исток дужине 76,5 км. Ограничен је територијом Валдајског рејона на истоку, на северу је Крестечки, а на северозападу Парфински рејон. На западу су Староруски и Марјовски рејони, док су на југу и југоистоку Осташковски и Фировски рејон Тверске области.
Највиша тачка рејона је брдо Ореховна на југоистоку, са надморском висином од 288 метара, док је најнижа Прииљмењска тераса на северу висине до 30 метара.
Јужни делови рејона представљају хидрографско развође између Балтичког и Каспијског слива. Језеро Селигер које се налази на граници са Тверском облашћу припада сливу реке Волге, авећа акумулација је још и језеро Вељо. Најважнији водотоци су Пола, Поломет и Јавоњ.
Око 12% рејонске територије на југу и југоистоку налазе се у склопу Валдајског националног парка.

## Историја
Демјански рејон успостављен је 1927. године као трећестепена административна јединица тадашњег Новгородског округа Лењинградске области. У границама Новгородске области је од њеног оснивања, од јула 1944. године.

## Демографија и административна подела
Према подацима пописа становништва из 2010. на територији рејона је живело укупно 13.001 становника, док је према процени из 2014. ту живело 11.726 становника, или у просеку 4 ст/км². По броју становника Демјански рејон се налази на 13. месту у области.
| 1959.  | 1970. | 1979. | 1989.  | 2002.  | 2010.  | 2014.   |
| ------ | ----- | ----- | ------ | ------ | ------ | ------- |
| 20.593 | ---   | ---   | 18.488 | 16.020 | 13.001 | 11.726* |

Напомена: * Према процени националне статистичке службе.
На подручју рејона постоје укупно 241 насеље, а рејонска територија је подељена на 7 другостепенох сеоских и једну урбану општину. Административни центар рејона је варошица Демјанск у којем живи половина од укупне рејонске популације и које је једино урбано насеље у рејону.